# Storholmen (i Degersjön, Raseborg)
Storholmen är en ö i Finland. Den ligger i sjön Degersjön och i kommunen Raseborg i den ekonomiska regionen  Raseborg  och landskapet Nyland, i den södra delen av landet, 80 km väster om huvudstaden Helsingfors. Öns area är 1,5 hektar och dess största längd är 200 meter i sydväst-nordöstlig riktning.